# تئاتر در ایران

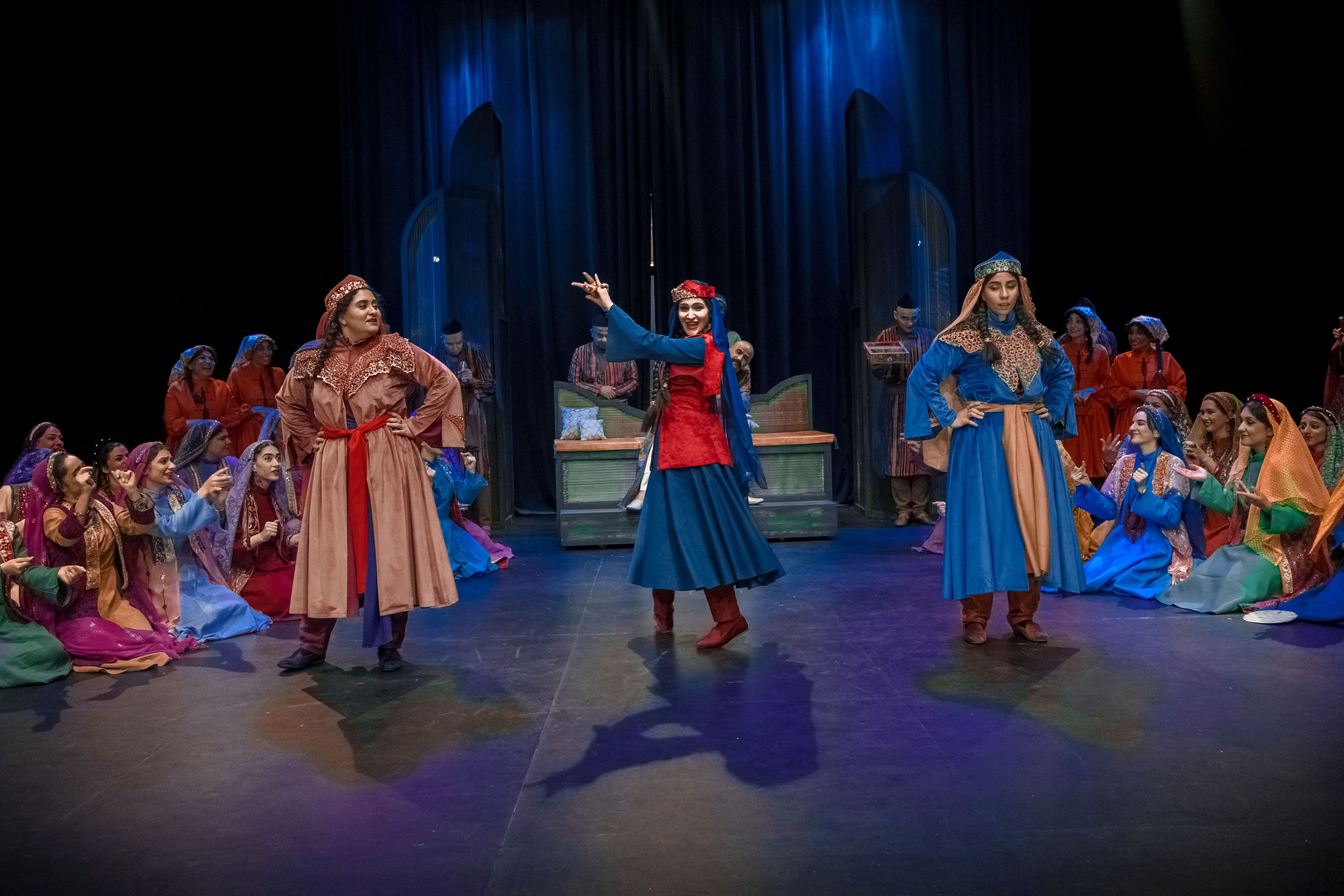
زنانِ ایرانی در حالِ اجرای نمایشنامه‌ای از بهرام بیضایی که در آن زنانِ حرم سلطان را می‌کُشند.

تئاتر یا نمایش در ایران، پیشینه‌ای طولانی دارد. پس‌زمینه تئاتر در ایران به دوران باستان برمی‌گردد. بعدتر سبک‌های ویژه نمایشی ایرانی مانند تعزیه، روحوضی، خیمه‌شب‌بازی و سیاه بازی شکل گرفتند. تئاتر مدرن در زمان قاجاریان پا گرفت. امروزه تئاتر در ایران بسیار پیشرو است.
تئاتر در ایران، با گونه‌های بومی نمایان شده‌است. ایرانیان، گونهٔ ویژه‌ای از درام را داشتند؛ شیوهٔ اجرایی قابل توجه، معروف به نقالی که یک هنر کهن داستان‌گویی است و گاه شامل موسیقی نیز می‌شود. سنت نمایشی ایران، وام‌دار گونه‌های نمایشی بومی مانند: نقالی و عروسک‌گردانی‌‌ها است اما نمایش‌های مذهبی نیز جنبه‌ای دیگر را به این سنت افزوده‌اند. تعزیه (که در آن واقعه کربلا نمایش داده می‌شود) نقشی قابل توجه در تئاتر ایران داشته‌است. لوئیس پِلی در کتاب مفصلش درباره مجالس تعزیه تحت عنوان «نمایش آیینیِ حسن و حسین»  می‌گوید: «اگر موفقیت نمایش را با تأثیراتی که بر مخاطبانش برمی‌انگیزد ارزیابی کنیم هیچ‌گاه هیچ نمایشی از تراژدی‌ای که در عالَمِ اسلامی تحت عنوان تراژدی حسن و حسین شناخته می‌شود پیشی نگرفته است.» ایران‌پژوهِ آمریکایی پیتر چلکوفسکی دقیقاً همین جمله را برای شروع کتابش تحت عنوان «تعزیه: آیین و نمایش در ایران» برگزیده است. سوگ سیاوش، خیمه‌شب‌بازی و سیاه‌بازی نیز نمایش‌های سرشناس ایرانی هستند.
از میانه‌های سدهٔ نوزدهم م به بعد، تولید درام‌های غربی در ایران، تشویق شد؛ به شکلی دقیق، پس از سفر ناصرالدین‌شاه به اروپا بود که یک سالن تئاتر در تهران تأسیس شد. در اواخر دههٔ ۱۹۵۰ م، گروه هنر ملی با جذب برترین نمایشنامه‌نویسان، کارگردانان صحنه و بازیگران به برقراری دوبارهٔ تئاتر در ایران کمک کرد. بعدها، تلویزیون ملی ایران نیز از تشکیلات و نمایش‌های تئاتر در ایران، پشتیبانی می‌کرد. کارگاه نمایش (از ۱۳۴۸) از نمایش‌های وابسته به این رسانه است. در این دوران، دیگر عوامل اثرگذار در رشد تئاتر، پشتیبانی‌های تجاری و حکومتی بودند و اینها در کنار جشنواره‌های این دوره (همچون جشن هنر شیراز)، توانستند تئاتر ایران را نیرومند سازند.

## پیشینه

### دوران باستان
پس زمینه تئاتر در ایران به دوران باستان (۶۴۱–۱۰۰۰ پیش از میلاد) برمیگردد. شروع اولین تئاتر و پدیده‌های بازیگری مردم این سرزمین را می‌توان در مراسم و تشریفاتی جستجو کرد که در آن‌ها به ستودن قهرمان‌های افسانه‌ای و ملی و تحقیر دشمن می‌پرداختند؛ که از این دست آثار می‌شود به سوگ سیاوش و روایات نمایشی از تاریخ، داستان‌های اساطیری و عشقی که توسط هرودوت و گزفون گزارش شده اشاره کرد.

### تعزیه
تئاترهای اولیه ایرانی پیوند عمیقی با واقعه کربلا و سایر وقایع و زندگی پیامبران دارد که عموماً تعزیه نامیده می‌شود.

### دوران قاجار

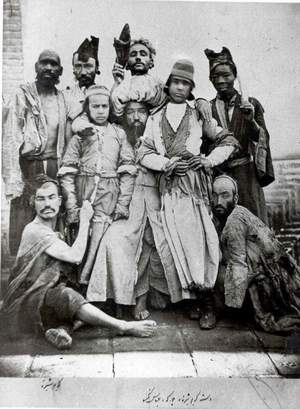
گروه تئاتر کریم شیره‌ای در دوره سلطنت ناصرالدین‌شاه قاجار.

تئاتر جدید و مدرن اروپایی همچون بسیاری دیگر از مظاهر غربی در زمان ناصرالدین شاه به ایران آمد.
حکومتِ زمان‌خان، نوشته میرزا آقا تبریزی از نخستین نمایش‌های مکتوب مربوط به دوره قاجار است.
تا قبل از سفرهای سه‌گانهٔ ناصرالدین شاه به اروپا تئاتر غیرتعزیه‌ای ایران تنها به یک سری نمایش‌های سبک کوچه بازاری خلاصه می‌شد. روحوضی و تقلید کاری نمونه‌ای از آن بود.
اشخاصی چون شیخ شیپور، شیخ کرنا یا کریم شیره‌ای تئاترهایی فی‌البداهه اجرا می‌کردند و خاطر شاه منبسط می‌گردید؛ ولی سفر شاه به اروپا و دیدن عظمت و شکوه اپراها و سالن‌های نمایشی آنجا دل شاه را برد.
وی که شیفته ظاهرسازی بود و قبل از آن تکیه دولت را برای اجرای تعزیه تأسیس کرده بود، برای اجرای تئاتر مدرن فرمان به تأسیس سالنی در تهران داد. از سوی دیگر، به گفته «الول ساتن» نیز، اولین کسی که به نضج و پیدایش نهضت تئاتر ایران کمک کرد، ناصرالدین شاه قاجار بود که در سال ۱۲۹۰ هجری که وی سفری به فرنگستان کرد.
او تئاتر اروپایی را اندکی دیده بود و چون به ایران بازگشت، مسبب تحولی در اجرای تعزیه‌های درباری شد. در این دوره بود که تکیه دولت ساخته شد و بدعت دیگر، وجود تعزیه‌گردان بود که معادل ناظم نمایش یا رژیسور است. مقارن این احوال بود که نخستین رشته از نمایش‌های غیر مذهبی به زبان فارسی نوشته و بازی شد.
چندین نمایش کوچک که موضوع آنها، اوضاع اجتماعی ایران بود از قلم «میرزا ملکم خان» تراوش کرد و نیز ترجمه‌های مشهور وزیر خان لنکران - حکایت دزد خرس افکن - که اصل ترکی آنها را فتحعلی آخوند زاده نوشته بود.
همچنین به دستور شخص ناصرالدین شاه قاجار بود که در محل دارالفنون زیر نظر میرزا علی اکبر مزین الدوله نقاش، تئاتری دایر گردید. با آغاز مشروطیت در ایران به سال ۱۳۲۴ هجری قمری، جوش و خروش عجیبی در زمینه ادبیات و فرهنگ به وجود آمد و تئاتر مانند هر شعبه دیگری از شعب ادبی و ذوقی، از این تحول عظیم بهره‌مند گردید. جماعات هنرپیشگان و تئاترهای متعددی در این دوره پدید آمد. اولین اینها، تئاتر فرهنگ بود که در عمارت مسعودیه نمایش می‌داد؛ یعنی بنایی بود که به اسم مسعود میرزا ظل السلطان معروف بود و بعدها شد وزارت فرهنگ. بعضی از اعضای تئاتر فرهنگ در رشته‌های دیگری شهرت پیدا کردند که از آن جمله بودند: محمد علی فروغی، عبداله مستوفی، علی اکبر داورفر، فهیم الملک و سید علی نصر یعنی کسی که او را پدر تئاتر ایران نامیده‌اند.
تئاتر دومی، تئاتر ملی نام داشت که از قضا سید علی نصر نیز عضو آن بود. این تئاتر را سید عبدالکریم محقق الدوله در سال ۱۳۲۹ هجری قمری بنا کرد. مرکز فعالیت این گروه، در محل هتل فاروس در لاله‌زار بود و شاید بتوان گفت که لاله زار، مرکز فعالیت‌های تئاتر تهران شد. در سال ۱۳۳۴ هجری قمری، سید علی نصر ضمن بازگشت از سفر اروپا، کمدی ایران را تأسیس نمود که ده سال باقی بود و این مؤسسه، اولین مؤسسه منظم تهران به‌شمار می‌رفت و وزارت تئاتر ایران، این تئاتر را به رسمیت شناخت. بسیاری از هنر پیشگان نامی آن دوران در این تئاتر، فن هنرپیشگی را فرا گرفتند که از آن جمله‌اند: بهرامی، رفیع حالتی، فضل‌الله بایگان، غلامرضا فکری، علی اصغر گرمسیری. کمدی ایران، در تاریخ تئاتر ایران نیز اهمیت به سزایی دارد، زیرا بسیاری از نمایش‌ها خود را در عمارت جدید التاسیس «گراند هتل» در خیابان لاله زار، عرضه داشت و همین عمارت بود که بعدها مبدل به تماشاخانه تهران شد. (مرحوم علی حاتمی در سریال به یاد ماندنی «هزار دستان» از این عمارت در ساخت سریال، استفاده کرد).
تئاترهایی در طول ۱۵ یا بیست سال بعد از این، پا به عرصه وجود نهادند که می‌توان به اجمال به این نمایش‌ها اشاره کرد:
تئاتر نکیسا، که به دست ارباب افلاطون شاهرخ ایجاد گردید و خود ارباب افلاطون، نمایشهای تاریخی چندی را نوشت. جامعه باربد را ابراهیم مهرتاش به وجود آورد که به تکامل و پیشرفت صنعت تئاتر ایران، کمک شایانی کرد و پاره‌ای از مظاهر ذوقی باستانی ایران و فولکلور را زنده نمود. هر دو تئاتر، یعنی نکیسا و باربد، به منزله مدرسه‌ای بود که در آن هنر پیشگان فراوانی تربیت یافتند. دو نفر دیگر به نام‌های میرسیف الدین کرمانشاهی و علی دریا بیگی نیز مسئول پیدایش مدارس هنرپیشگی در ایران بودند. تأسیس انجمنها و شرکتها یکی دیگر از عوامل پیشبرد تئاتر بوده‌اند. انجمن اخوت که در سال ۱۳۱۷قمری تأسیس شد و از اولین گروه‌هایی بود که دست به فعالیتهایی نظیر کنسرت و نمایش زده‌است. پس از انجمن اخوت تأسیس (شرکت فرهنگ) را می‌توان نام برد. در سال ۱۳۲۹قمری نخستین مکان مستقل نمایش در ایران به نام «تئاتر ملی» دایر شد.
تا پیش از تأسیس «تئاتر ملی» انجمنها و مراکز مختلف تحت عناوین گوناگون از تئاتر برای پیشبرد هدفهای سیاسی و تبلیغاتی خود استفاده می‌کردند، اما «تئاتر ملی» که ریاست آن را عبدالکریم خان محقق الدوله به عهده داشت، امکانات و بودجه خود را از محل خیریه آموزش و پرورش تأمین می‌کرد و مستقلاً در اختیار نمایش و اجرای تئاتر قرار داد.
فعالیت‌های چند ساله «تئاتر ملی» موجب شد که تئاتر همچون هنری مستقل که حتی قادر است از نظر مالی خود را تأمین کند از طرف مقامات رسمی و مردم شناخته شود و شوق و شوری در میان مردم نسبت به تئاتر برانگیخته شود.
حتی عده‌ای از دانشجویان که برای تحصیل به خارج رفته بودند، در رشته تئاتر تحصیل کردند و با دستهای پر علمی و هنری به ایران بازگشتند و بنای تئاتر نوین ایران را طرح‌ریزی کردند.
باید دانست که در جریان مشروطیت مردم ایران به حقوقی واقف شدند که پیش از آن از وجود آن آگاه نبودند. در کشور ما حزبهای مختلف، هر چند به شیوه سنتی وجود داشت، اما تئاتر وجود نداشت؛ لذا به گمان عده‌ای از روشنفکران، تأسیس تئاتر، گذشته از ارزش‌هایی که بر قفس نمایش مرتبت بود، نمادی از ترقی و رشد فکری تلقی می‌شد.

### دوران پهلوی
شرایط تئاتر ایران در سالها فاصله سالهای ۱۳۲۰ تا ۱۳۲۲ را شماری پژوهندگان به سبب گستردگی اجرای صحنه و رشد تئاتر (دوران صحنه) نامیده‌اند.
این دوران به دلیل استقبال جامعه تماشاگران و مخاطبان از تئاتر صحنه به یاد ماندنی است. در آن سالها تولیدات سینمای ایران به لحاظ کیفی و کمی در حدی نبود که بتواند پاسخگوی مخاطبان باشد. تلویزیون هنوز به ایران نیامده بود. رادیو به میزانی که باید در دسترس مردم قرار نداشت.
به دلیل در صد بالای بی‌سوادی در کشور از مطبوعات استقبال چندانی نمی‌شد و به همین دلیل از فعالیت‌های نمایشی استقبال بالینه مناسبی به عمل می‌آمد.
انگیزه‌های تماشاگران متفاوت بود و گروهی به قصد صرفاً سر گرمی و شماری به دلیل گرایش‌های سیاسی خود نمایشهای مورد نظرشان را برای تماشا انتخاب می‌کردند.
شکل‌های پذیرش جامعه از تئاتر و جو سیاسی حاکم بر کشور، زمینه‌ای برای انتخاب و اجرای آثار نمایشی بود. تئاتر در این دوره ظرفیتی بالقوه برای تبلیغ سیاسی رایج و حزب افراد به سوی احزاب نو پا داشت. به همین دلیل بود که بخش مهمی از فعالیت‌های نمایشی ـ ترجمه و نگارش و اجرا ـ ملهم از خطوط سیاسی رایج آن روزگار شد و بالاخره یکی از مهمترین اتفاقهای این دوره شکل‌گیری «گروه تئاتر ملی» با هدف دستیابی به نمایش‌های با هویت ایرانی بود.
سر پرست این گروه، شاهین سرکیسیان بود. کسانی چون عباس جوانمرد و علی نصیریان در پایه‌گذاری این گروه به او پیوستند و بازیگرانی پر سابقه چون رقیه چهره آزاد و عصمت صفوی با این گروه همکاری کردند. تشکیل این گروه با استقبال محافل روشنفکری و ادبی روبرو می‌شود. حمید سمندریان در سال ۱۳۴۲ گروه تئاتری منسجمی به‌نام گروه هنری پازارگاد تشکیل داد که اعضایش عبارت بودند از پرویز پورحسینی، جمیله شیخی، سعید پورصمیمی، پری صابری، اسماعیل محرابی، جمشید مشایخی، پرویز کاردان و...

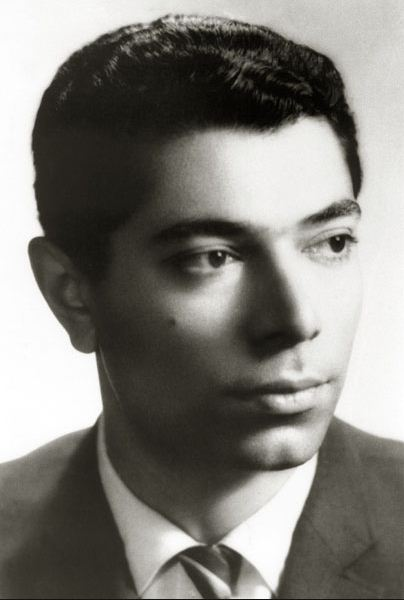
علی نصیریان

با مقایسه فهرست‌های موجود از نمایش‌های چاپ شده ایرانی و ترجمه آثار خارجی و اجرای نمایشنامه‌های خارجی و ایرانی مشاهده می‌شود که کفه آثار اجرایی به ویژه نوشته‌های فارسی بسیار سنگینی چاپ شده‌است. دلیل عمده این امر رشد تقاضای آثار ایرانی و میزان تماشاگران است که برای برآورده شدن خواسته‌های آنان، مدیران تماشاخانه‌ها ناگزیر از عرضه تعداد بالنسبه زیاد و سفارش و نگارش و ترجمه به (شکل بازی و تطبیق داده شده و آداپته) بودند که به سرعت آماده شود و در حد و اندازه پسند مخاطبان عام باشد.
حمید سمندریان و بهرام بیضایی از سرآمدان کارگردانان نمایش در قرن چهاردهم هجری خورشیدی در ایران بوده‌اند. با این همه، شمارِ نمایش‌هایی که هر یک بر صحنه بردند به بیست نمی‌رسد.

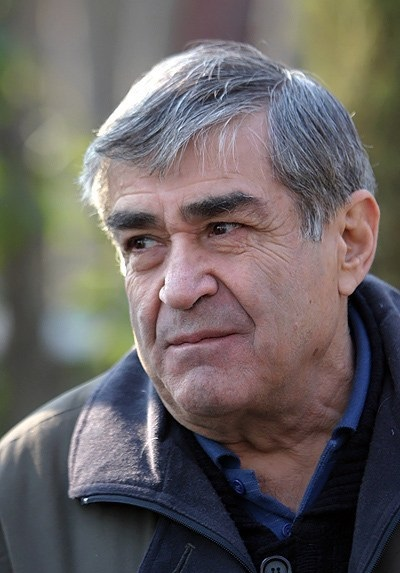
حمید سمندریان

### جمهوریِ اسلامی

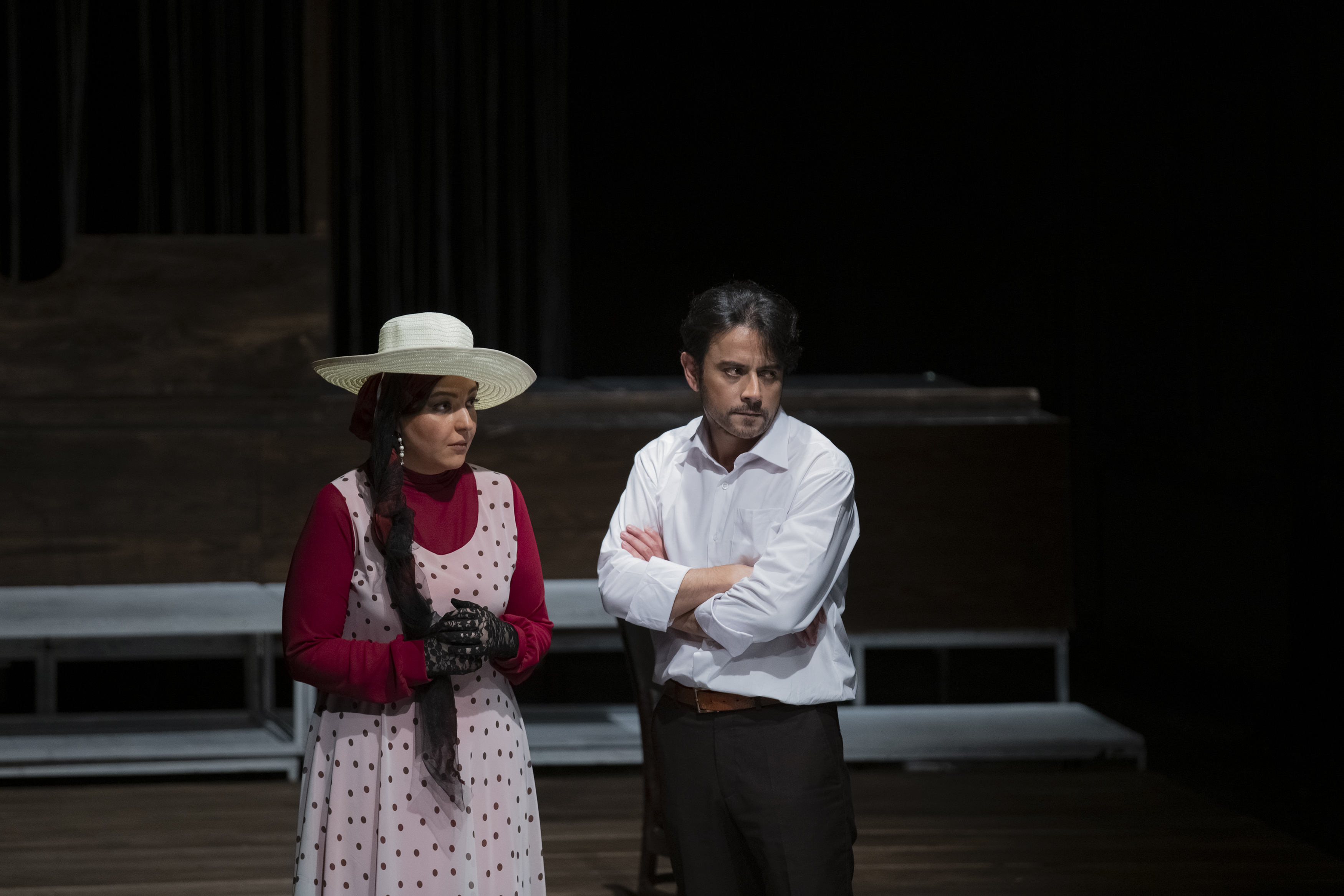
رحیم نوروزی در تئاتر بیگانه، بر اساسِ نوشتهٔ آلبر کامو و به کارگردانیِ مسعود دلخواه در تئاتر شهرِ تهران

جنبش تئاتر حرفه‌ای ایران به صورت ویژه در پایتخت این کشور یعنی تهران فعال است. تئاتر تهران بسیار پیشرو، آوانگارد و زنده است. به مراتب زنده‌تر از برای مثال، تئاتر در آمریکا. در برخی از سالن‌های نمایش شهر تهران هر شب ۶ نمایش به روی صحنه می‌رود و جوان‌ها همه سالن‌ها را پر می‌کنند. در مقایسه، این اتفاق و شور و شوقی که در تئاترهای تهران دیده می‌شود کمتر در حتی منطقه بسیار فرهنگ دوست سانفرانسیسکو مشاهده می‌شود.

## سبک
قبل از ظهور سینما هنرهای نمایشی محبوبی وجود داشته‌است که بعضی از آن‌ها عبارت‌اند از:
- خیمه‌شب‌بازی
- سیاه بازی
- روحوضی
- تعزیه

## پوستر
طراحی پوستر تئاتر، سابقه‌ای طولانی در تاریخ نمایش ایران دارد. اولین پوسترهای تئاتر و سینما در ایران، همزمان با پیشرفت هنرهای نمایشی در تئاتر تبریز و لاله‌زار تهران بود.

## گالری عکس تئاتر

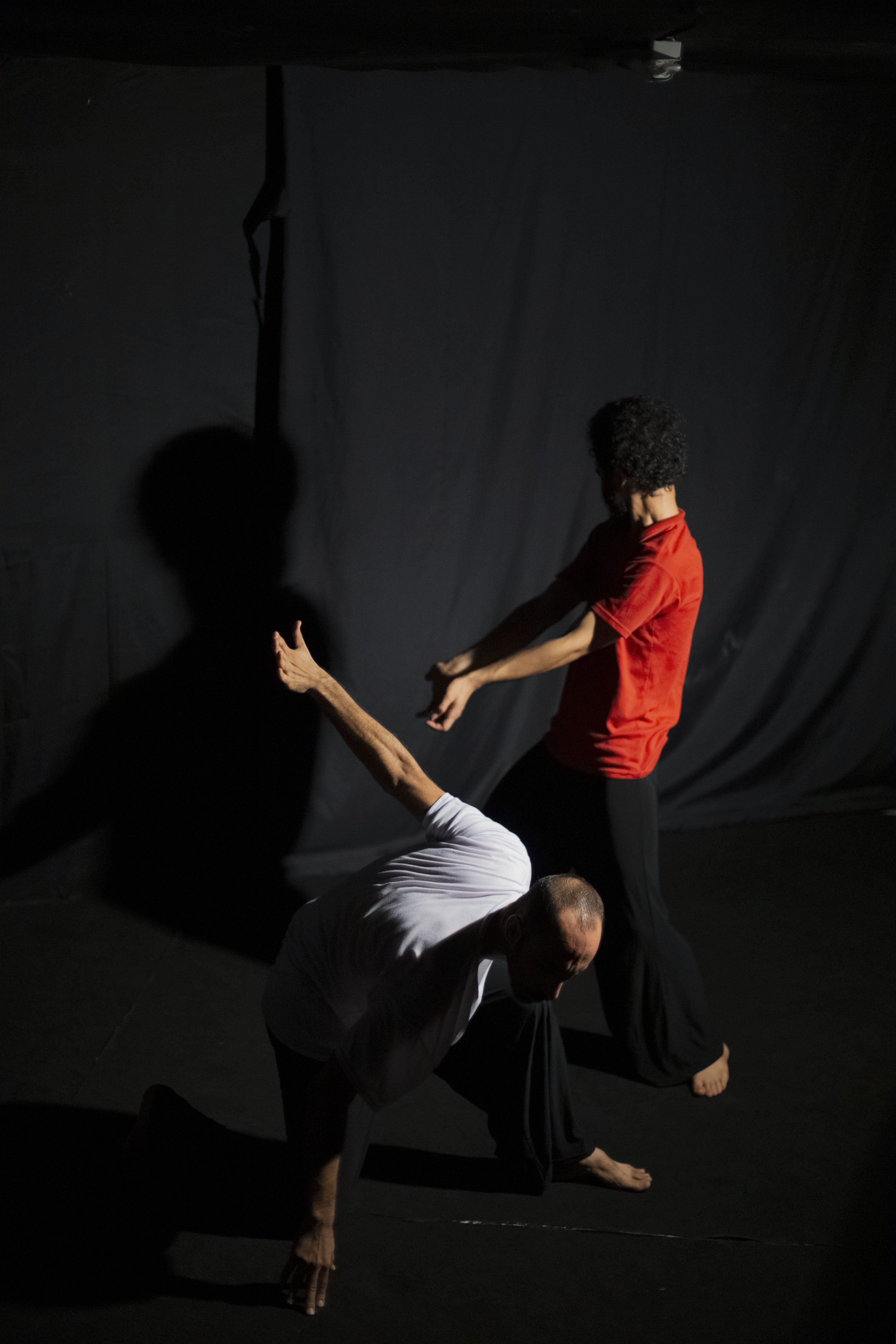
یک اجرای دو نفره پرفورمانس
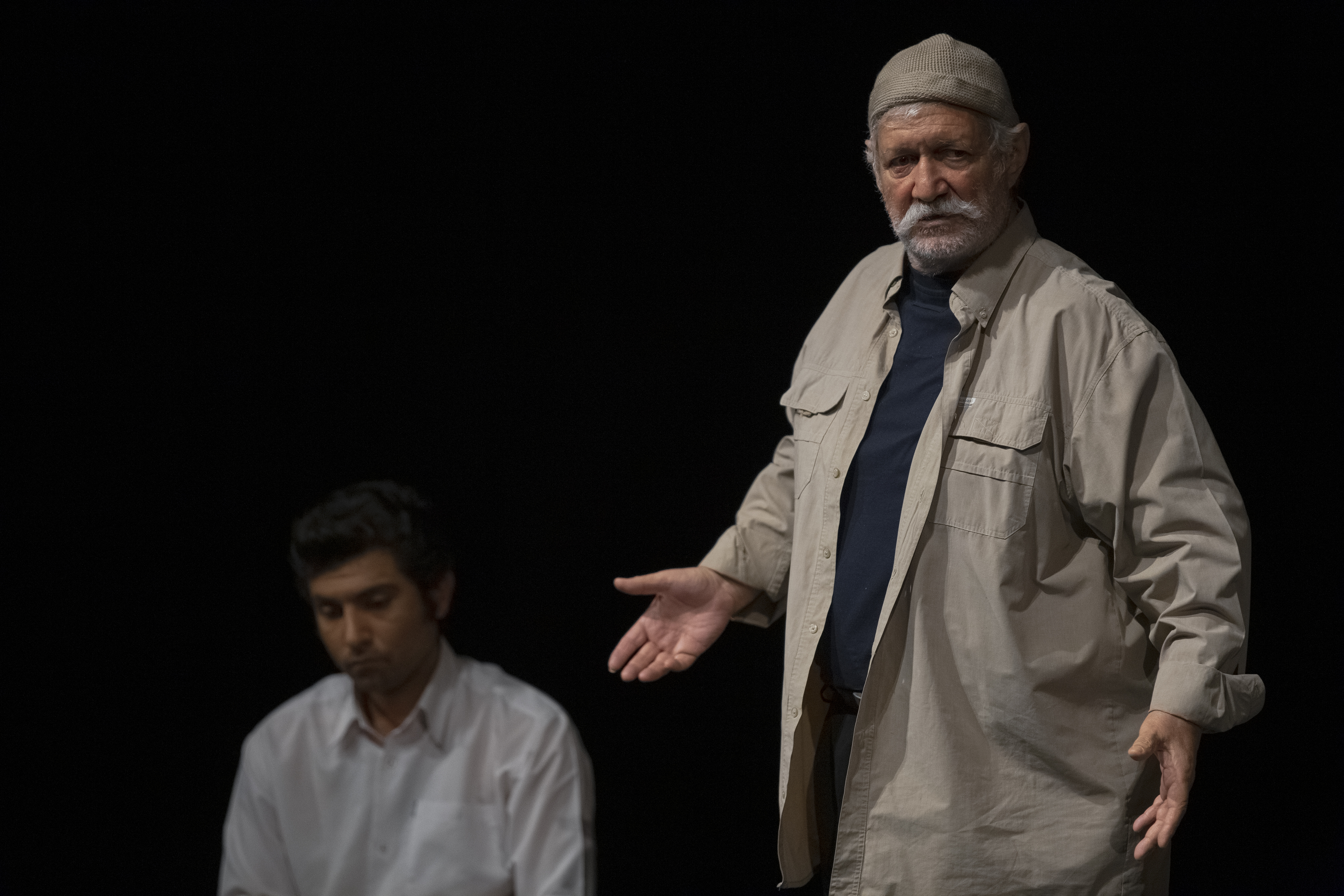
آتش تقی پور بازیگر ایرانی در تئاتر "گلدونه خانم". (به کارگردانی النا آهی که در سال ۱۳۹۵ در سالن محراب شهر تهران به روی صحنه رفت)
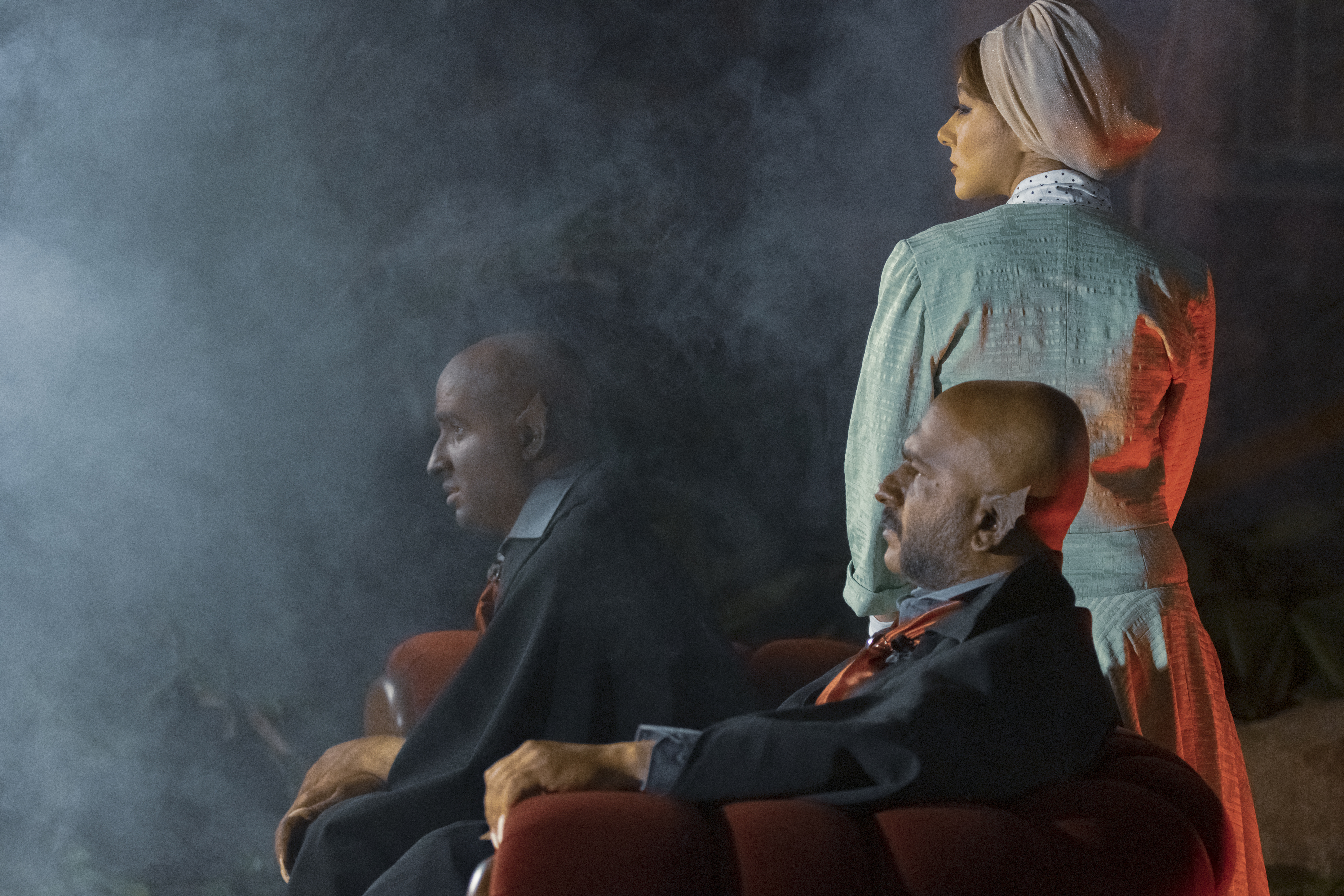
تئاتر مرگ تصادفی یک دراکولا به کارگردانی امید رضا سپهری که در مشهد به روی صحنه رفت
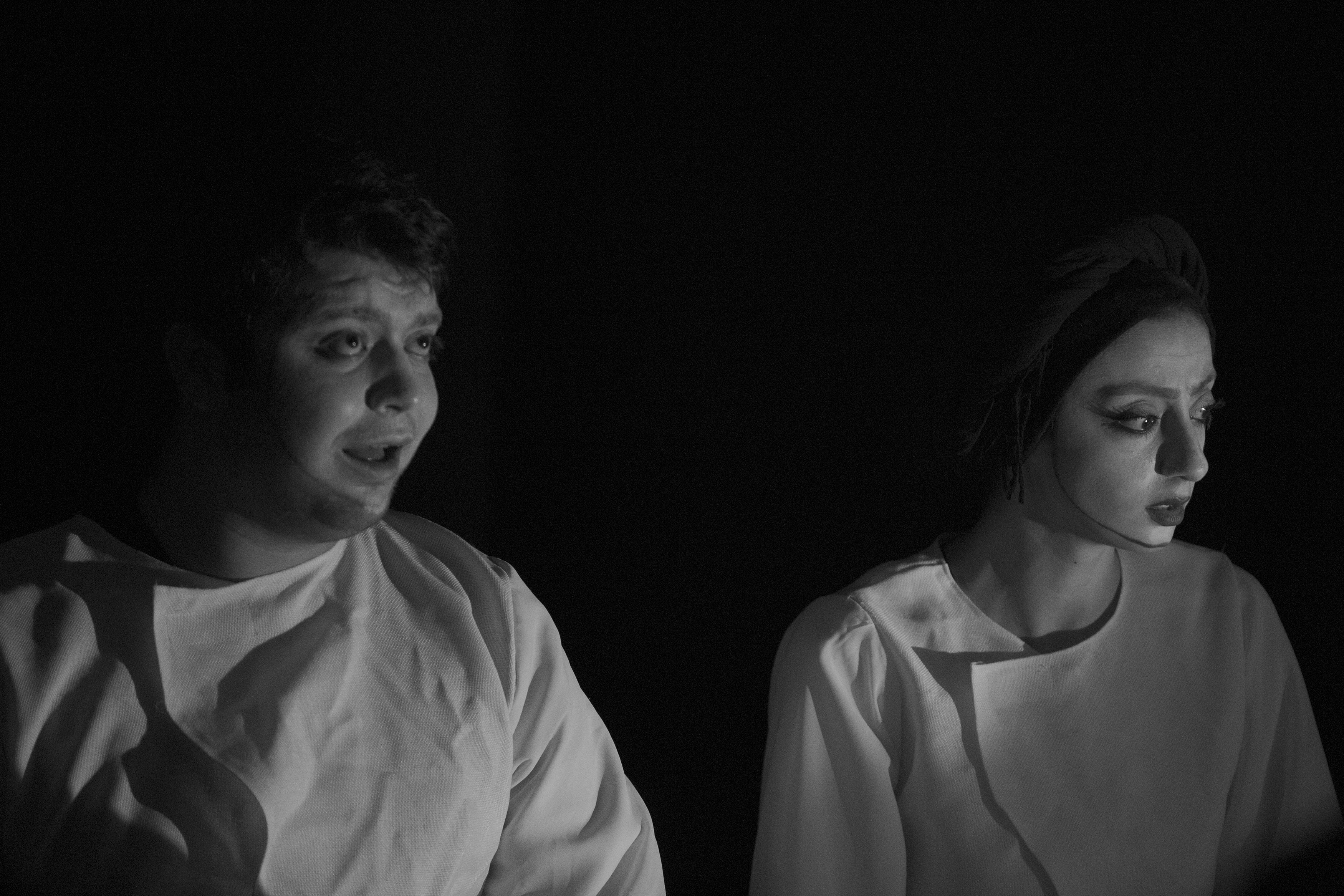
نمایش به "دادمان برسید" که در سال ۱۳۹۵ در تماشاخانه "دا" شهر تهران به روی صحنه رفت
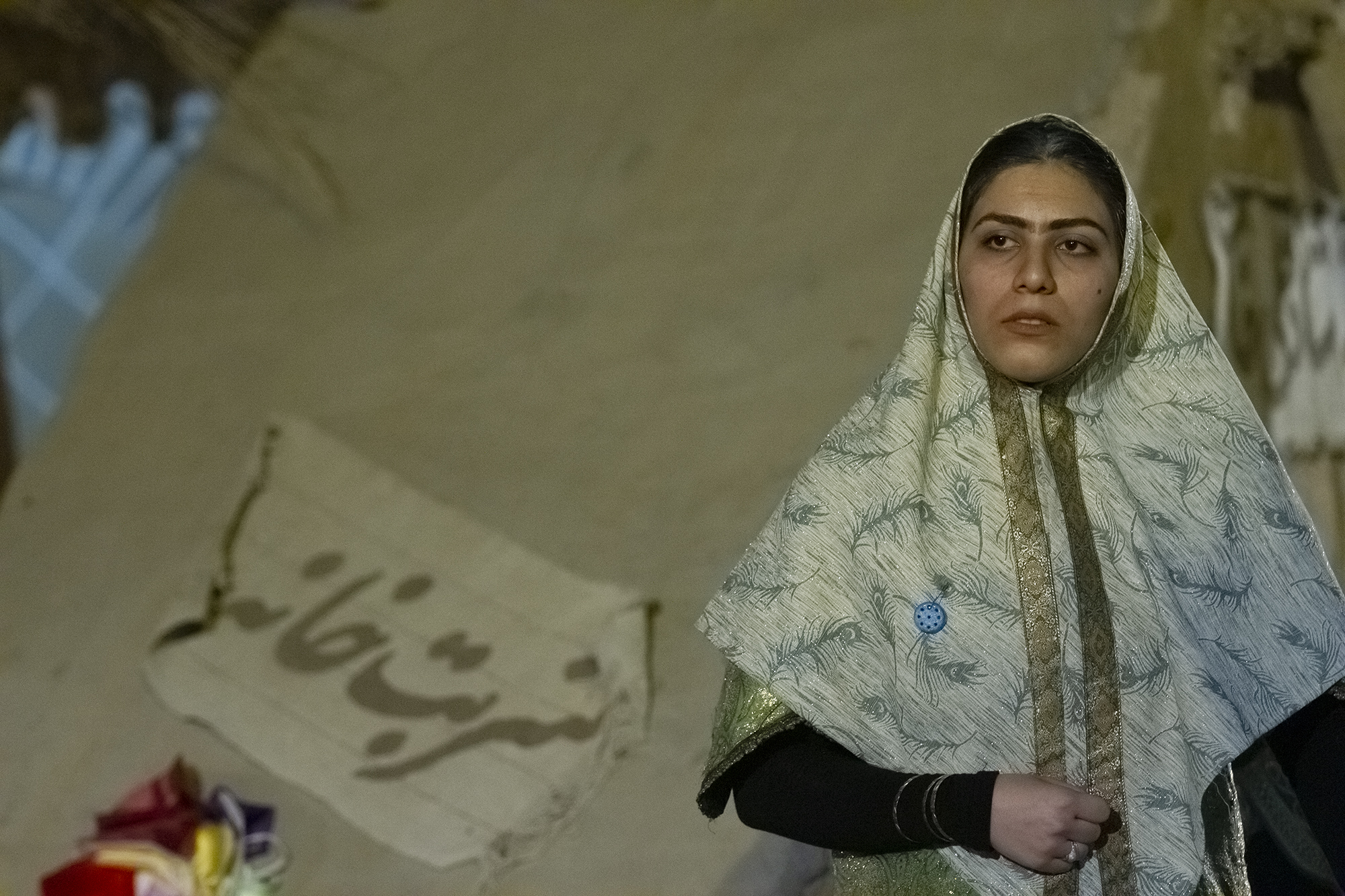
اجرای یک نمایش محیطی با نام سرمه، در یک محیط تاریخی (آب انبار شادقلی خان)، محصولی از گروه تئاتر طراوت در شهر قم
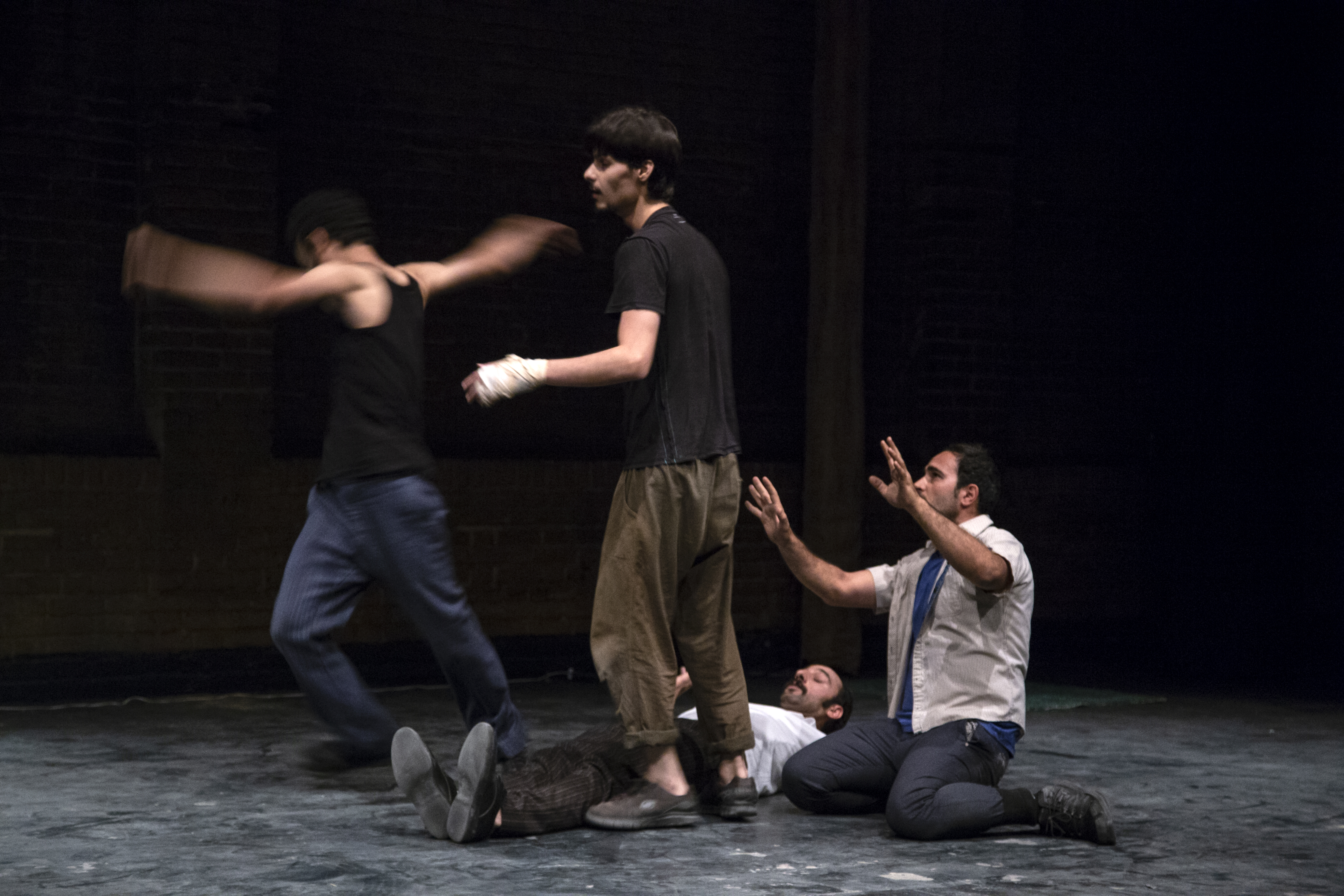
نمایش دور ریز، در سالن مستقل تهران - جشنواره تئاتر فجر
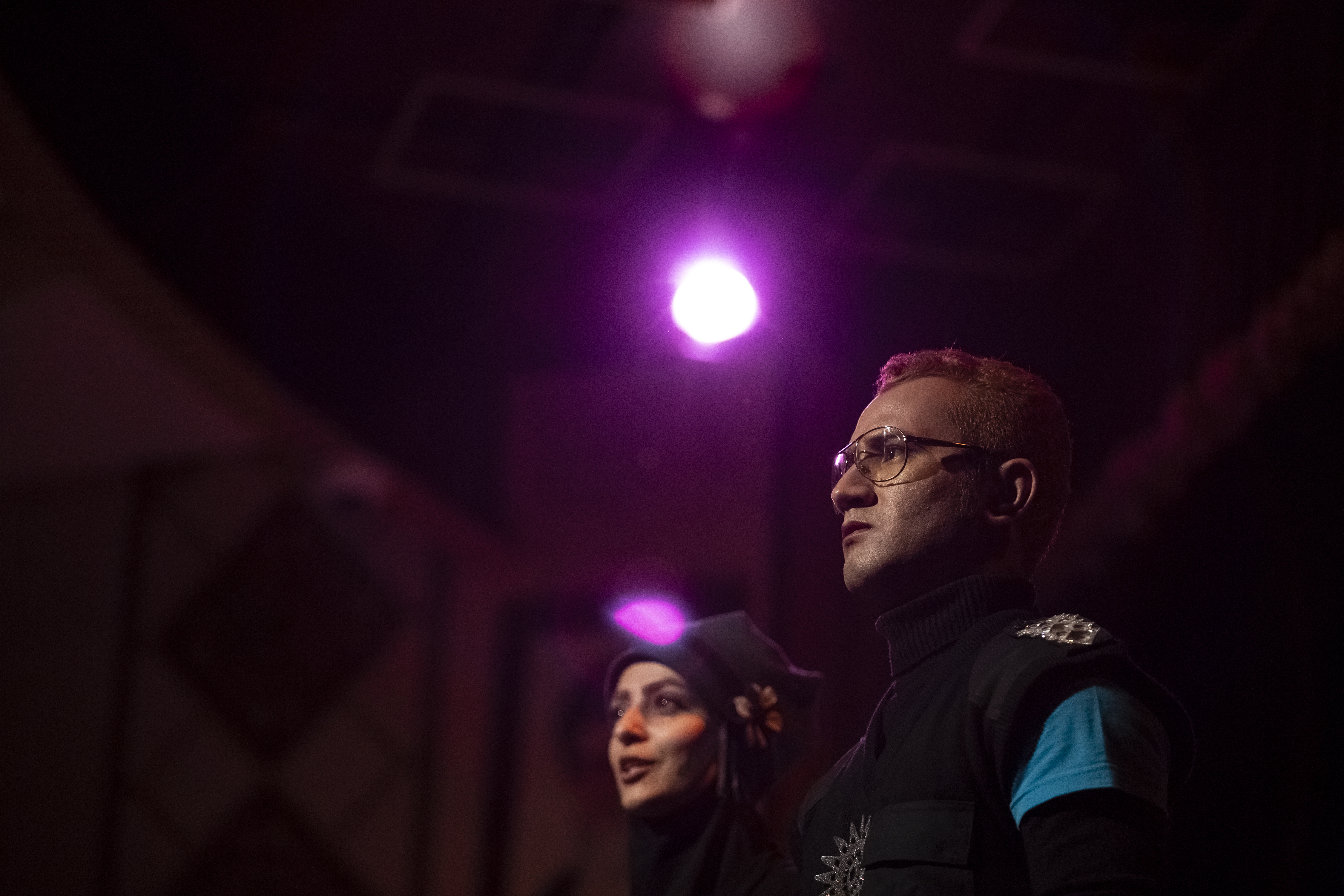
تئاتر منظومه به کارگردانی علی فرحناک
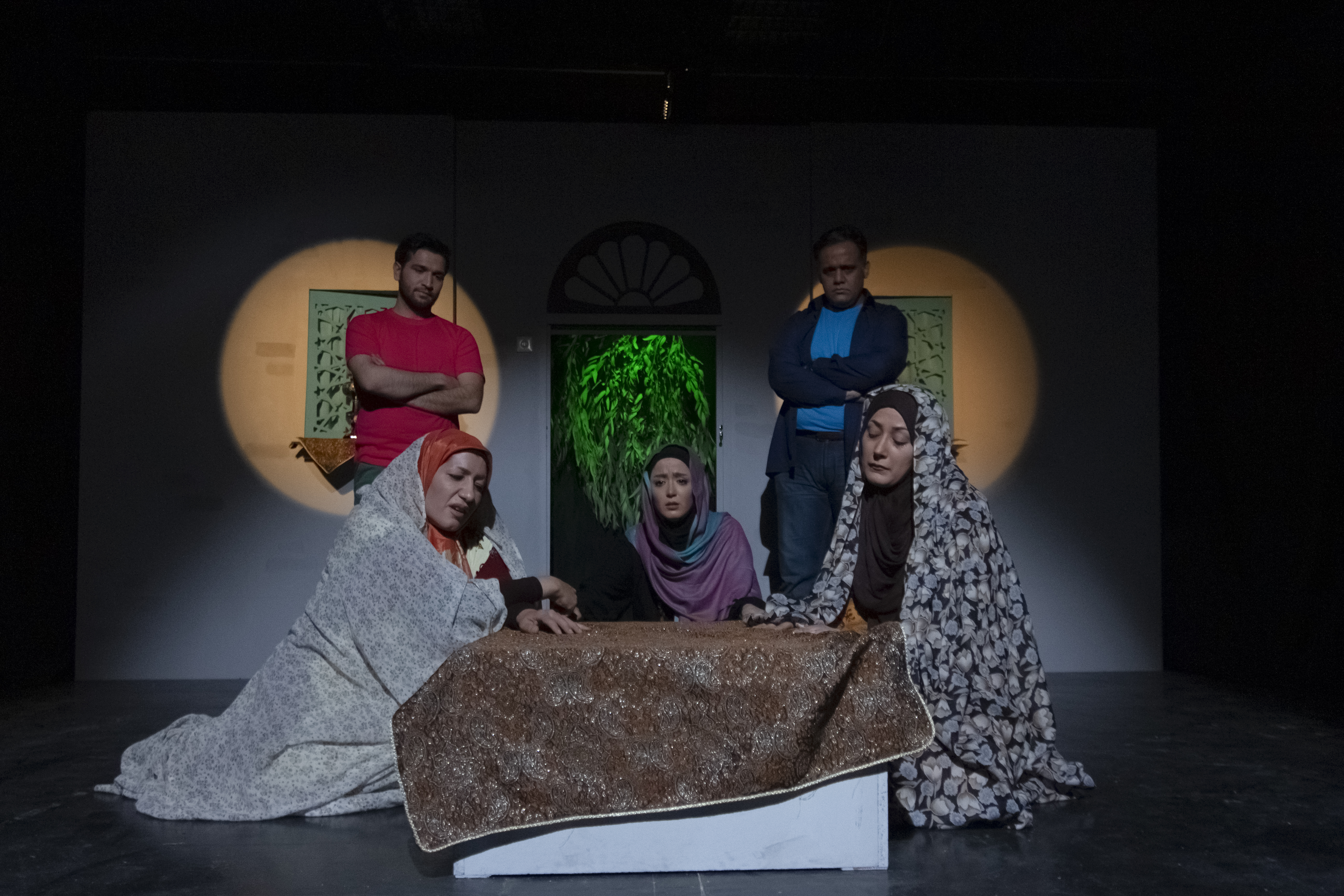
تئاتر مسافران
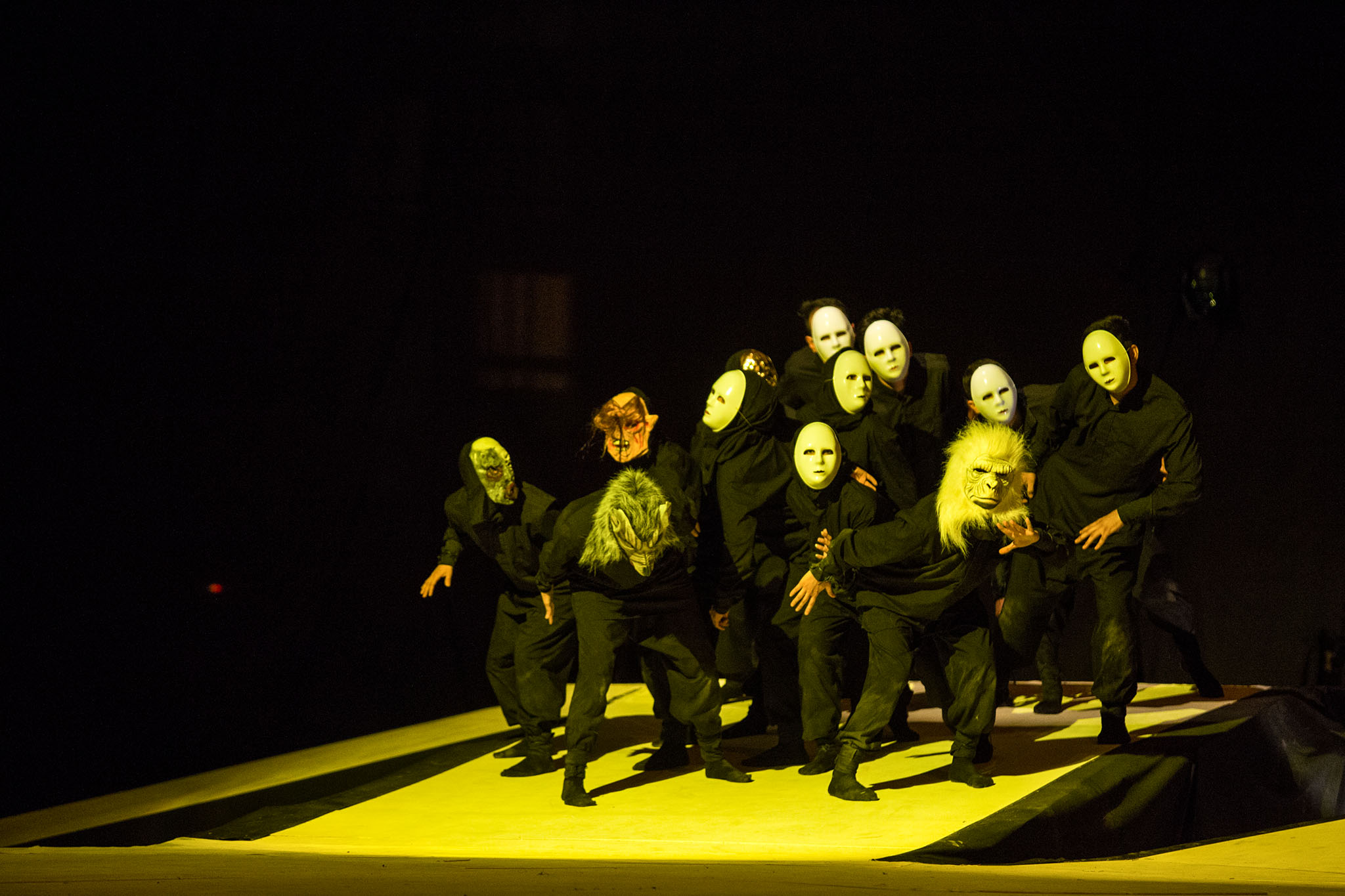
تئاتر حنانه به کارگردانی محمد جواد طاهری
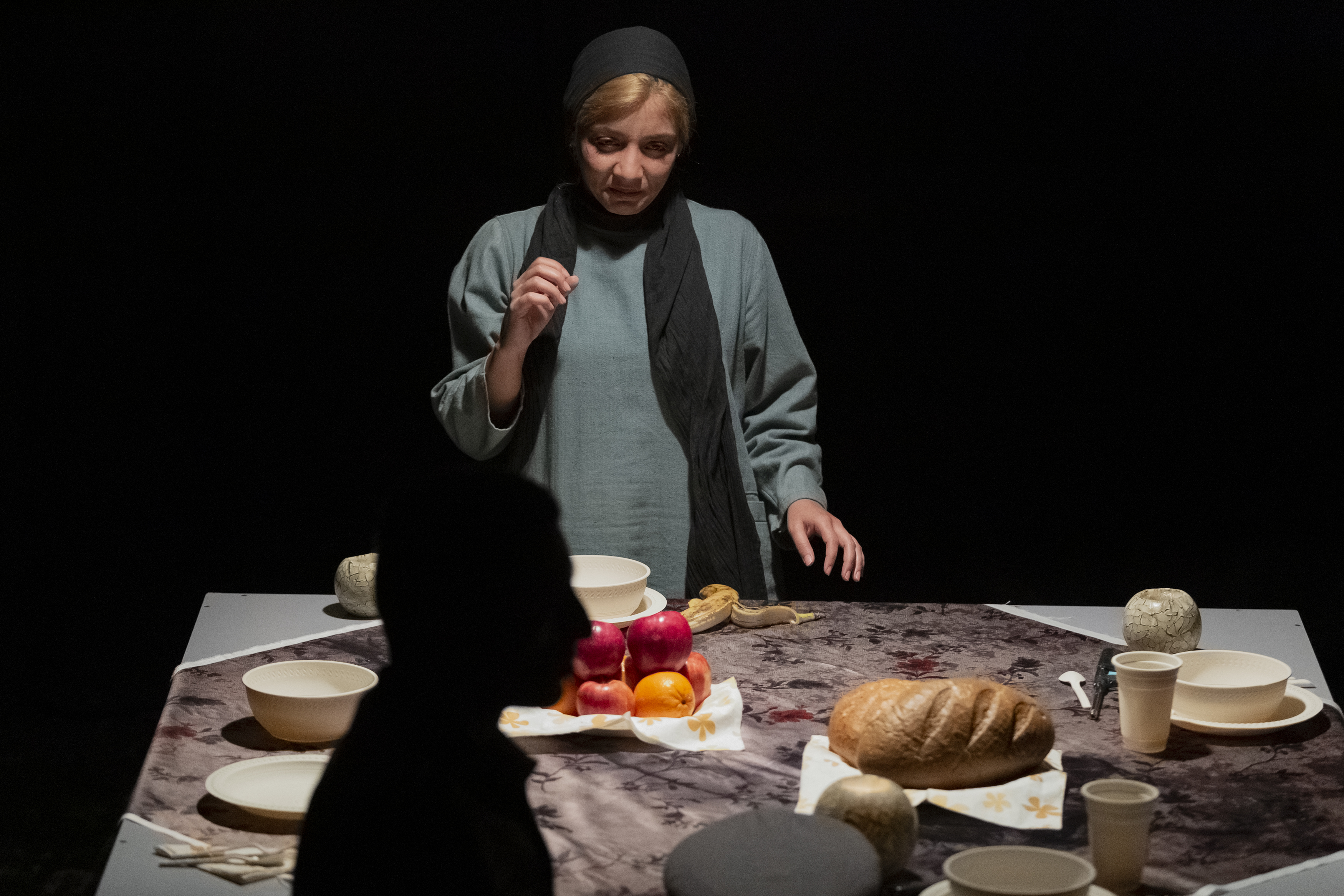
نمایش آشویتس زنان در سال ۱۳۹۸، پردیس ‌تئاتر ‌شهرزاد تهران
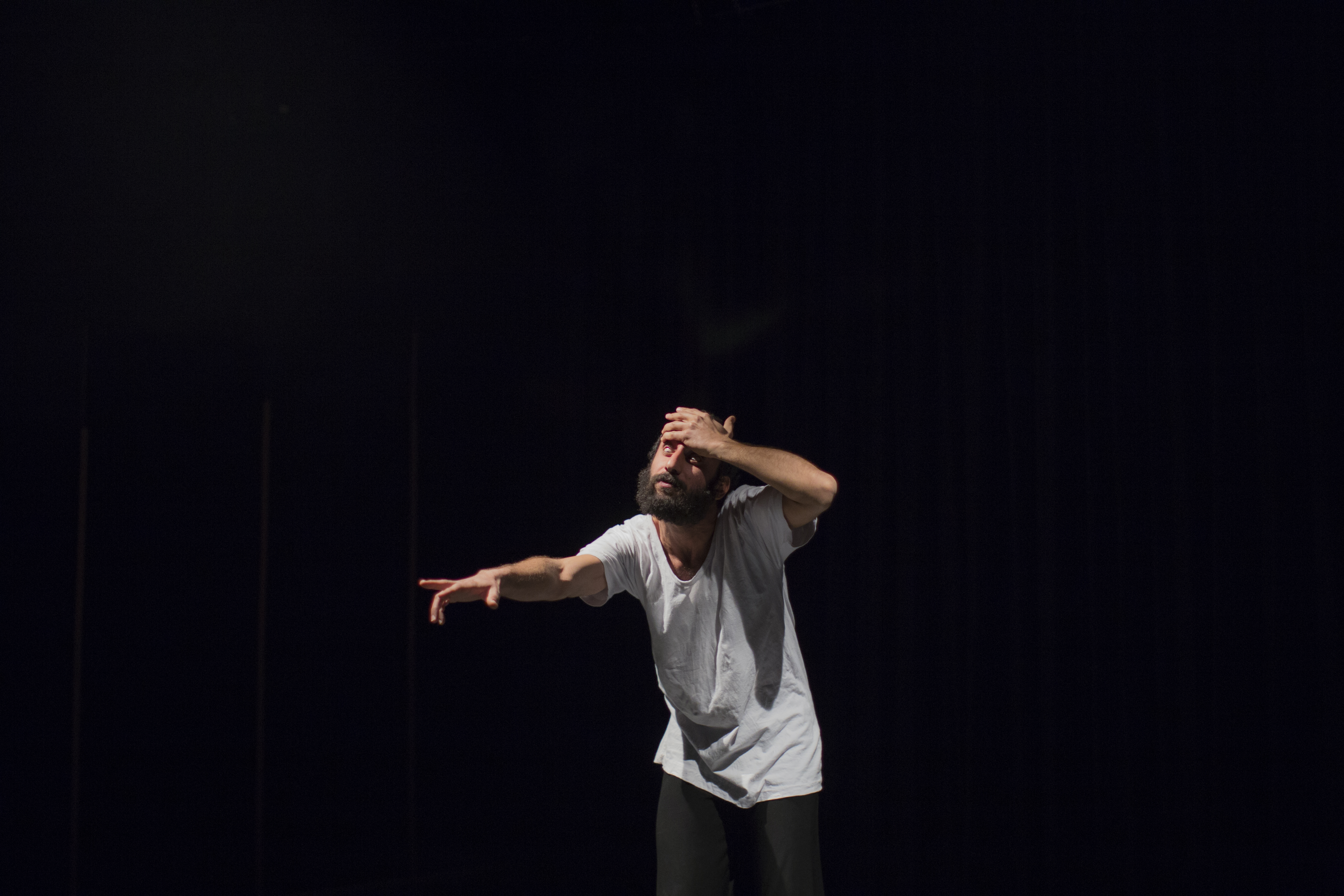
نمایش مورچه ها، تئاتر تجربی (آزمایشگاهی)

## تئاتر معاصر فارسی

### تاجیکستان
فرخ قاسم (۱۹۴۸–۲۰۱۰) کسی است که نوآوری را در تئاتر تاجیکستان به ارمغان آورد. او اجراهایی را بر اساس آثار مولانا، زرتشتی، متون قرآنی و عارفان صوفی به روی صحنه برده‌است.

### افغانستان
تئاتر افغانستان پس از چند سال سکوت در حال رشد است.